# Mihail Ioszifovics Gurevics
Mihail Ioszifovics Gurevics, oroszul: Михаил Иосифович Гуревич; (Rubanscsina, 1892. december 31. – Leningrád, 1976. november 25.) szovjet gépészmérnök, repülőgéptervező, a műszaki tudományok doktora. Artyom Mikojannal hozták létre a Mikojan–Gurevics tervezőirodát (OKB–155), melynek gépei a nevükből alkotott MiG típusjelzést viselik.

## Élete
1892. december 31-én született a Kurszki kormányzóság (napjainkban Kurszki terület) Szudzsai járásában fekvő Rubanscsina faluban, jó anyagi helyzetben lévő zsidó munkás családban. Apja szeszlepárlókban volt szerelő, a Kurszki és a Harkovi kormányzóságok területén dolgozott, ahová családja is követte.

### Tanulmányai
A Harkovi kormányzóságban (napjainkban a Szumi területen) fekvő Ohtirka gimnáziumában tanult, melyet 1910-ben kitüntetéssel (ezüstéremmel) fejezett be. Eztuán beiratkozott a Harkovi Egyetem matematikai karára, de egy évvel később rendszerellenes politikai tevékenysége miatt eltávolították. Ezért 1912-ben Franciaországba utazott, ahol beiratkozott a Montpellier Egyetem matematika szakára. A tanulmányai finanszírozása érdekében az egyetem mellett magántanári állást vállalt. 1914 nyarán nyári szünetre hazautazott, de az első világháború kitörése miatt ősszel már nem tudott visszatérni Franciaországba folytatni a tanulmányait. 1914–1917 között Harkovban műszaki rajzolóként dolgozott. 1917-ben otthon, a Harkovi Műszaki Főiskolán folytatta tanulmányait. Ott kezdett el érdeklődni a repülés és a repülőgépek iránt. Aktívan részt vett az Ukrajnai és Krími Repülési és Léghajózási Társaság munkájában. Ekkor tervezte és készítette el első repülő szerkezeteit, a Bumerang és Aiszt nevű vitorlázó repülőgépeket.

### Repülőmérnöki tevékenysége
1925-ben végezte el a Harkovi Műszaki Főiskola Gépészmérnöki Karának repülőgépgyártási szakát és gépészmérnöki oklevelet kapott. Az egyetem után a Tyeplo i szila (Hő és erő) vállalat harkovi kirendeltségénél kezdett el dolgozni. Mivel helyben nem talált a végzettségének megfelelő munkát, Moszkvába utazott. 1928-ban meghívták Paul Richard francia repülőgéptervező csoportjába, amely az Aviatreszt OPO–4 tervezőirodájaként működött. Richardt a szovjet kormány kérte fel egy haditengerészeti repülő csónak kifejlesztésére. A TOM–1 nyílt tengeri torpedóhordozó tervei 1930-ra elkészültek, majd a megépített géppel 1931 végén végrehajtották az első repülést. A gép sorozatgyártása azonban nem indult el.
Richard visszatért Franciaországba, a tervezőcsoportja pedig feloszlott. Gurevics ezután a CAGI-hoz ment dolgozni, ahol megépítette az első szovjet autogirók egyikét. A CAGI-nál végzett munka mellett Porohovscsikov tervezőirodájának is dolgozott, ahol hajókkal, mezőgazdasági berendezésekkel és bányaipari gépekkel kapcsolatos tervezőmunkát végzett. A CAGI-nál részt vett Kocserigin TS–3 csatarepülőgépének tervezésében.
1936–1937-ben az Egyesült Államokban tartózkodott kiküldetésen, ahol a szovjet repülőgépipari delegáció tagjaként részt vett a DC–3 gyártási jogának megvásárlásával kapcsolatos munkában és a PSZ–84 (később Li–2) jelzésű gép hazai gyártásának előkészítésében. Először Santa Monicában a Douglas gyárban, majd Baltimore-ban a Martin repülőgépgyárnál dolgozott.
Hazatérése után, 1938. április 9-től december 4-ig a 84. sz. repülőgépgyár OKB–1-es tervezőirodájának főkonstruktőre volt, ahol később, 1939-ben elindult a Li–2 sorozatgyártása. Ezután Nyikolaj Polikarpovnak a 156. sz. repülőgépgyár területén frissen megalakult tervezőirodájának munkatársa, az általános és előtervezési csoport vezetője lett.

### A MiG-korszak
1939 februárjában Polikarpov tervezőirodája a 156. sz. repülőgépgyárból átkerült az Oszoaviahim 1. sz. repülőgépgyárhoz, melynek az igazgatójává Polikarpovot nevezték ki. Ekkor került a Polikarpov-tervezőirodához Artyom Mikojan, akit a Légiflotta Akadémiájának elvégzése után az 1. sz. repülőgépgyárhoz vezényelték katonai megbízottként. Mikojant Polikarpov tervezőirodájában 1939 márciusában az I–153 vadászrepülőgép tervezőcsoportjának helyettes főkonstruktőri teendőivel bízták meg. Ekkor került Gurevics közeli szakmai kapcsolatba Mikojannal.
1938 közepére Polikarpov szakmai elismertsége és befolyása jelentősen csökkent és fokozatosan elveszítette Sztálin bizalmát és támogatását. 1939 novemberében Polikarpovot Németországba küldték az ottani repülőgépipar tanulmányozására. Ezt kihasználva Pavel Voronyin, a kísérleti üzem vezetője és Pjotr Gyementyjev (későbbi repülőgépipari miniszter) a politikai vezetés támogatásával a tervezőiroda egy részét a legjobb tervezőkkel kiszakították Polikarpov tervezőirodájából és Kísérleti Tervező Részleg (OKO) néven új tervezőcsoportot – lényegében független tervezőirodát – hoztak létre. Az OKO vezetésével a főiskolát csak két évvel korábban elvégzett, tervezői tapasztalattal és gyakorlattal nem rendelkező Mikojant bízták meg, míg helyettesévé a tapasztalt tervezőmérnököt, Gurevicset nevezték ki. Polikarpov távollétében gyakorlatilag megszűnt a tervezőirodája.
Az új tervezőiroda egyből megbízást kapott egy magassági vadászgép kifejlesztésére két változatban. A gép Polikarpov korábbi X tervén alapult, az AM–35A motorral tervezett változat jelzése 61-es gyártmány, az AM–37-es motorral tervezett változat a 63-as gyártmányjelzést kapta. A gép később az I–200 jelzést kapta, majd a sorozatgyártású gépeket már a Mikojan és Gurevics nevére utaló MiG–1 típusjellel rendszeresítette a szovjet légierő. A kis mennyiségben gyártott MiG–1-t a javított, továbbfejlesztett MiG–3-as követte, amely a második világháború első szakaszában jutott szerephez.
1941 októberében a Mikojan vezette OKO tervezőirodát és az 1. sz. repülőgépgyárat Kujbisevbe evakuálták. A tervezőcsoportból 1942 márciusában Mikojan vezetésével önálló tervezőirodát és kísérleti üzemet (OKB–155) hoztak létre, a tervezőiroda helyettes vezetője pedig Gurevics lett.
Gurevics a második világháborút követően a Moszkvába visszatért Mikojan–Gurevics (OKB–155) tervezőiroda helyettes vezetőjeként a sugárhajtású vadászrepülőgépek (MiG–9, MiG–15) kifejlesztésén dolgozott. Részt vett a MiG–17 és a MiG–19 kifejlesztésében. 1957-től főkonstruktőri rangot kapott és a tervezőiroda robotrepülőgép-fejlesztéseit irányította. Gurevics vezetésével alkották meg a KSZ, K–10, H–20 és K–22 robotrepülőgépeket és a KSZ–7 föld–föld rakétát. Később részt vett a Je–155 és a MiG–25-ös repülőgépek kifejlesztésében.
1964. június 1-jén, 72 évesen megromlott egészségi állapota miatt nyugdíjba vonult, de még két hónapot dolgozott a tervezőirodánál. Augusztus 14-én vonult vissza ténylegesen a tervezőmunkától. Élete utolsó éveit Leningrádban töltötte. Ott hunyt el 1976. november 25-én. Sírja a szentpétervári Szerafim temetőben található.

## Elismerései
Hat alkalommal kapott Sztálin-díjat (1941, 1947, 1948, 1949, 1952, 1953), egy alkalommal, 1963-ban Lenin-renddel tüntették ki. 1957-ben megkapta a Szocialista Munka Hőse kitüntetést is.

## Magánélete
Nős volt. Felesége Nagyezsda Jakovlevna Andrijaseva tüdőgyógyász orvos volt. Feleségével, aki egy kijevi orvos lánya volt. Franciaországban ismerkedtek meg (ahol későbbi felesége orvosi tanulmányokat folytatott). Felesége a 30. sz. repülőgépgyár orvosi szolgálatánál dolgozott. Közös gyermekük nem született. Feleségének első házasságából egy fiúgyermek született, akit a házasságkötésük után közösen neveltek. Nevelt fia Anatolij Petrovics Andrijasev (1910–2009) ismert halbiológus, akinek a kutatási területe elsősorban a mélyvízi halak voltak.
Gurevics Moszkvában a Beregovaja u. 17. szám alatti házban lakott, közel az OKB–155 tervezőirodához és a MiG repülőgépek sorozatgyártását végző MAPO (korábban MMZ Znamja Truda) repülőgépgyárhoz.

## Lásd még
- RSZK MiG
- Artyom Ivanovics Mikojan